# Ferdinand de Saint-Urbain
Ferdinand de Saint-Urbain, né en 1654 ou en 1658 à Nancy et mort dans cette même ville le 10 janvier 1738, est un dessinateur, graveur et architecte lorrain ayant œuvré à Rome, à Nancy et ayant travaillé pour d'autres princes des cours d'Europe.

## Biographie
D'après Victor de Saint-Mauris, Ferdinand de Saint-Urbain est né en 1654 et
d'après le Bellier et Auvray, il est né le 30 juin 1658 à Nancy.
Issu d'une famille nancéienne anoblie en 1554 par le régent de Lorraine Nicolas de Vaudémont, la plupart de ses ancêtres furent apothicaires ou médaillistes.
Le jeune Ferdinand serait donc ainsi héritier d'une tradition familiale alliant fonderie et orfèvrerie.
Rapidement, et comme de nombreux artistes Lorrains, il partit découvrir le creuset romain et devint presque de suite graveur et architecte du pape Innocent XI ; sa reconnaissance artistique le mena également à travailler encore pour Alexandre VIII puis Innocent XII.
Malgré sa grande notoriété à Rome, il accepta de rentrer dans son pays natal et revint en Lorraine en 1703, afin de siéger à l'académie de peinture et de sculpture créée l'année précédente par le Duc Léopold. Il fut nommé dès son retour médailler officiel de la cour de Lorraine, s'installant ainsi à l'hôtel de la monnaie de Nancy et produisit ainsi toutes les monnaies éditées en Lorraine jusqu'au départ du Duc François III pour Vienne. Une seule pièce est signée : le grand Léopold d'argent édité en 1710.
Parallèlement à son activité de médailler et graveur, il était également architecte, ainsi il fut consulté pour l'édification de la Primatiale de Nancy, et fut a priori l'instigateur des élégantes tours entièrement maçonnées. En 1729, il édifie l'autel de l'église du Noviciat des Jésuites de Nancy.
Il fut témoin des fiançailles d'un de ses disciples, un serrurier de la monnaie qui devint par la suite célèbre, Philippe Vayringe.
Le Médailler des Ducs et Duchesses de Lorraine, dit médailler de Saint-Urbain, est son ouvrage le plus célèbre ; il commença également un médailler des Papes, et œuvra également à de nombreuses médailles commémoratives en pays germaniques ou dans les États italiens.
Il fut également, charge extraordinaire, chargé de la fabrication de timbres fiscaux, c'est-à-dire de la gravure des cachets et coins nécessaire à l'édition d'imprimés fiscaux. Ces cachets d'une grande qualité n'ont a priori pas pu être copiés ou falsifiés tant leur gravure est précise.
Il fut inhumé dans l'ancienne Église Saint-Epvre de Nancy ainsi que sa femme en 1743.
Son fils, Claude-Augustin de Saint-Urbain, grava pour l'ancien Duc de Lorraine devenu Empereur François Ier du Saint-Empire la dernière médaille, achevant ainsi le médailler de Lorraine représentant l'intégralité des blasons ducaux sous forme d'un arbre généalogique. Il resta au service de l'Empereur.

## Œuvres
- Le Médailler de Saint-Urbain  :

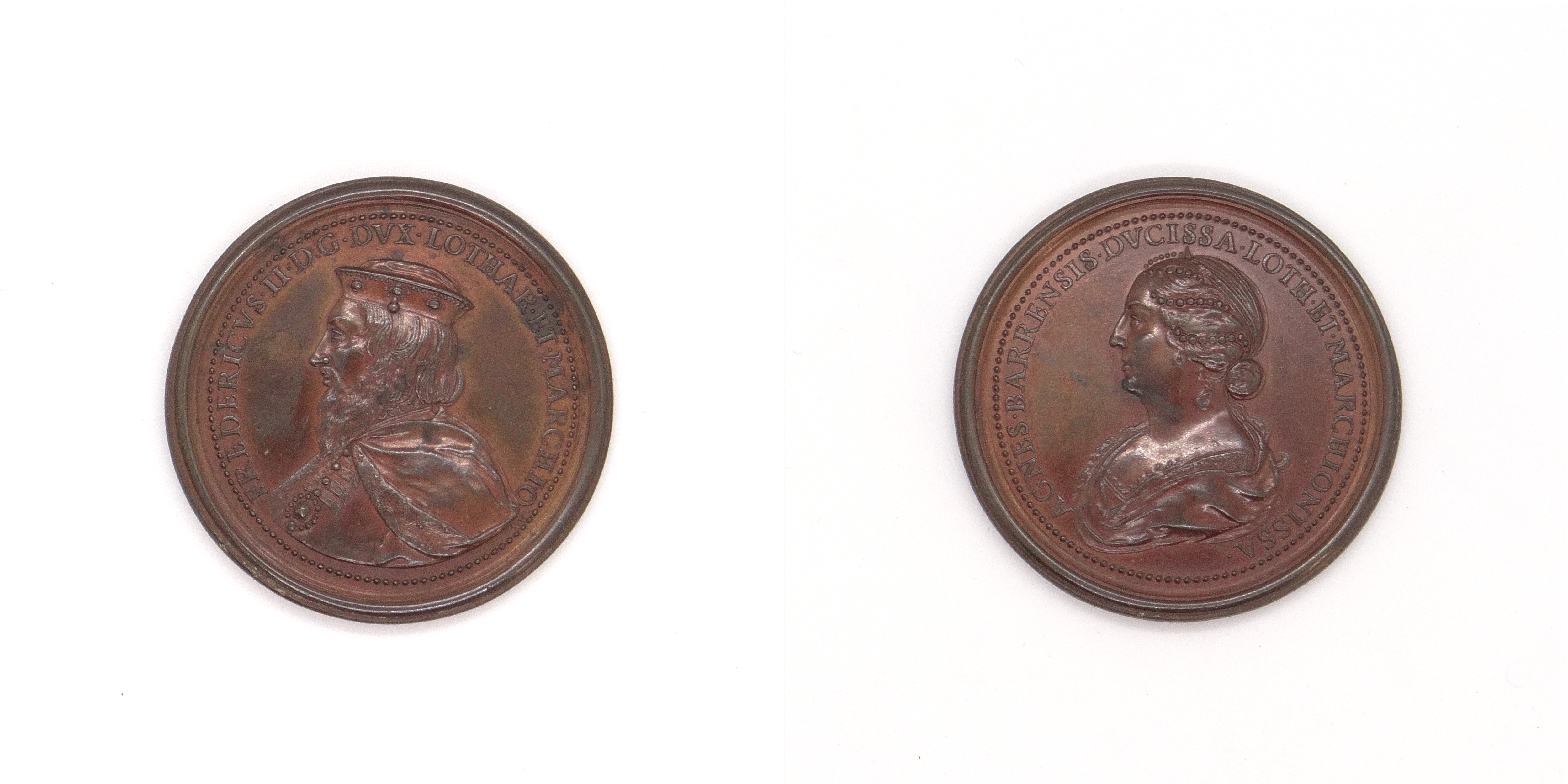
Médaille de Saint-Urbain, représentant Ferry II de Lorraine et sa femme Agnès de Bar.

L'intitulé exact en est Médailler des Ducs de Lorraine, mais la qualité exceptionnelle des gravures fait que le nom de Saint-Urbain y est plus souvent associé. Cette commande ducale représente tous les Ducs et Duchesses en titre qui ont régné sur le Duché de Lorraine de 1048 jusqu'en 1737 soit plus d'une trentaine de médailles. La qualité de ces médailles est à la fois liée à la finesse de la gravure, qui atteste du perfectionnisme de Saint-Urbain, mais également à la précision historique qu'il a voulu leur donner. En effet, dans un souci de véracité historique, tous les portraits furent exécutés d'après des effigies connues de la famille de Lorraine (peintures, sculptures, tombeaux ou gisants...).
- Le médailler des papes :

Œuvre inachevée, il la commença lors de son séjour à Rome en tant que graveur de la papauté.
- Les Métamorphoses d'Ovide :

Série de plus d'une cinquantaine de médailles représentant les différents chapitres des Métamorphoses.

## Musées
- Musée historique lorrain à Nancy

## Hommages publics
- La rue Saint-Urbain à Nancy porte son nom.
- Un buste érigé en 1881 place Vaudémont à Nancy, de Charles Pêtre, il y côtoie deux autres célèbres graveurs Lorrains : Jacques Callot & Israël Silvestre.